# Badumna
Genre
Synonymes
- Aphyctoschaema Simon, 1902
- Derxema Simon, 1906
- Ixeuticus Dalmas, 1917
- Hesperauximus Gertsch, 1937

Badumna est un genre d'araignées aranéomorphes de la famille des Desidae.

## Distribution
Les espèces de ce genre se rencontrent en Océanie, en Asie du Sud-Est et en Asie de l'Est.

## Liste des espèces
Selon World Spider Catalog (version 21.0, 05/05/2020) :
- Badumna arguta (Simon, 1906)
- Badumna bimetallica (Hogg, 1896)
- Badumna exilis Thorell, 1890
- Badumna exsiccata (Strand, 1913)
- Badumna guttipes (Simon, 1906)
- Badumna hirsuta Thorell, 1890
- Badumna hygrophila (Simon, 1902)
- Badumna insignis (L. Koch, 1872)
- Badumna longinqua (L. Koch, 1867)
- Badumna maculata (Rainbow, 1916)
- Badumna microps (Simon, 1908)
- Badumna pilosa (Hogg, 1900)
- Badumna scalaris (L. Koch, 1872)
- Badumna senilella (Strand, 1907)
- Badumna socialis (Rainbow, 1905)
- Badumna tangae Zhu, Zhang & Yang, 2006

## Publication originale
- Thorell, 1890 : Studi sui ragni Malesi e Papuani. IV, 1. Annali del Museo civico di storia naturale di Genova, vol. 28, p. 1-419 (texte intégral).